# Loro Parque
Koordinaten: 28° 24′ 28″ N, 16° 33′ 53″ W
Der Loro Parque ist ein Zoo in Puerto de la Cruz im Norden der Kanareninsel Teneriffa.

## Geschichte

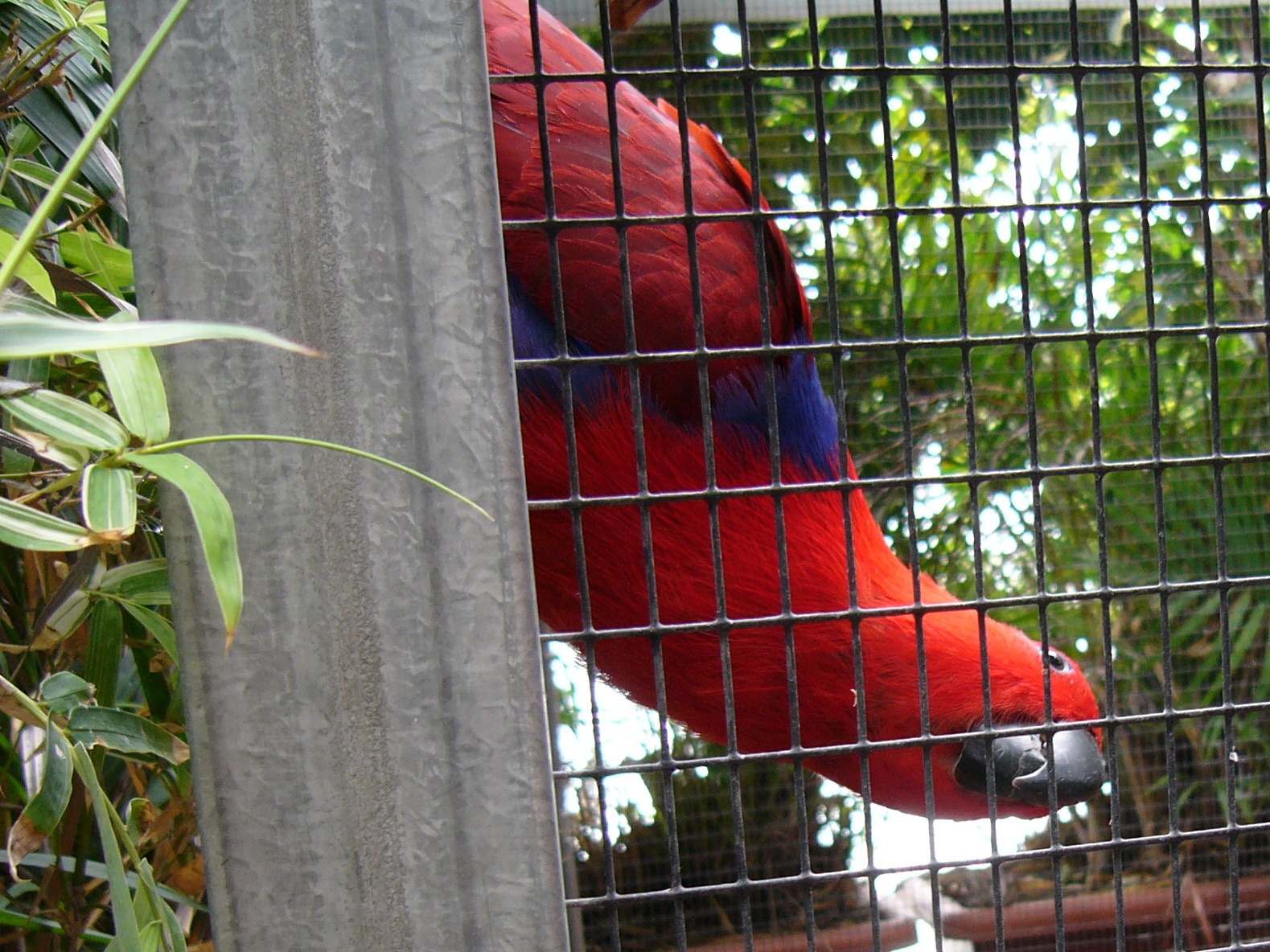
Edelpapagei im Loro Parque

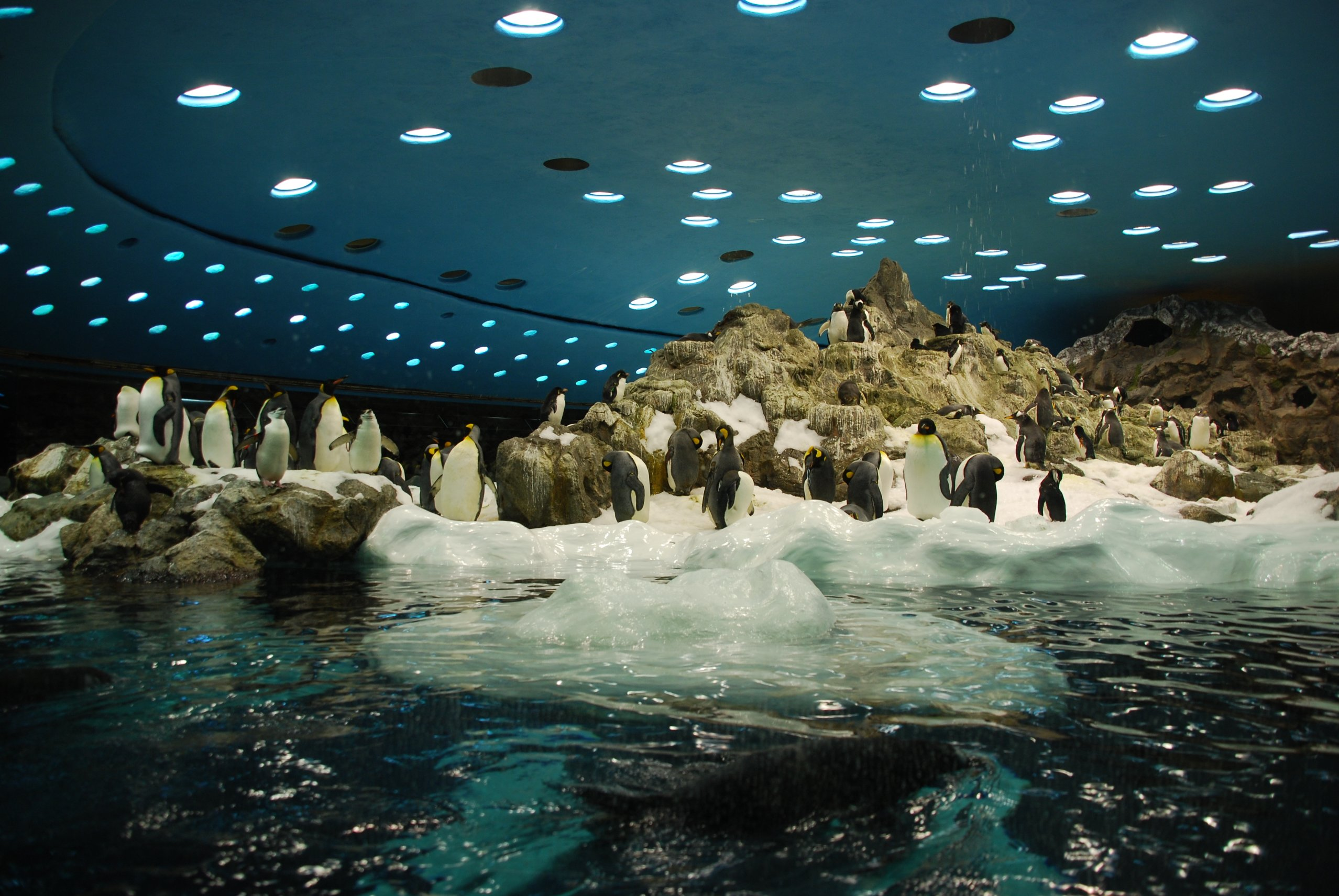
Blick ins Pinguinarium

Der Loro Parque wurde in den 1970er-Jahren vom aus einer Kölner Kaufmannsfamilie stammenden und damals 33 Jahre alten Wolfgang Kiessling und seinem Vater gegründet. Bei der Eröffnung am 17. Dezember 1972 hatte er eine Grundfläche von ca. 13.000 m², beherbergte etwa 150 Papageien und bot eine Papageienshow. Ursprünglich wurde er als Papageien-Park angelegt, wovon auch sein Name zeugt: Loro ist das spanische Wort für Papagei. Auf der gesamten Fläche wurden über 3000 Palmen gepflanzt. 1984 wurde im Loro Parque die erste Papageien-Flugschau Europas veranstaltet.
In den kommenden Jahren wurde die weltgrößte Papageien-Sammlung mit mehr als 300 Papageienarten und Unterarten in der zum Park gehörenden nichtöffentlichen Zuchtstation mit dem Namen La vera aufgebaut. Diese Sammlung stellt nach Angaben des Zoos die größte Genreserve der Welt dar. Nach Angaben des Parks gelang hier die Welterstzucht des Blaulatzaras sowie die Nachzucht weiterer seltener Arten. Für diese Leistung wurde Wolfgang Kiessling 1986 mit der Goldmedaille der Vogelfachzeitschrift Gefiederte Welt ausgezeichnet. 
Die Papageienkollektion wird als Informationsquelle für Fachleute und Studenten aus aller Welt und zur Klärung wissenschaftlicher Fragestellungen genutzt, unter anderem für Diplomarbeiten und Dissertationen. Der Zutritt ist ansonsten nur Mitgliedern der Loro-Parque-Stiftung gestattet. Die Haltung, Zucht und der Schutz der verschiedenen Papageienarten sind bis heute ein wesentlicher Schwerpunkt des Loro Parque.
1986 fand der erste Internationale Papageienkongress mit 600 Teilnehmern statt. Dies war einer der Meilensteine, der die Geschichte des Zoos prägte und ihn damit zu einer weltweit anerkannten Referenz in der Zucht und Erhaltung von Papageien machte. Seitdem wird die Veranstaltung alle vier Jahre durchgeführt.
1987 wurde das Delfinarium eröffnet, nachdem es mit sieben Millionen Litern gereinigtem Meerwasser befüllt worden war. 1989 fand die Eröffnung des Orchideenhauses und Kaiman-Beckens statt. 1992 folgte im Rahmen des EEPs für Gorillas die Eröffnung der Gorillaanlage der EAZA. 1999 wurde das Pinguinarium eröffnet.
1994 wurde die Loro-Parque-Stiftung gegründet, die seit ihrem Bestehen zwölf Arten vor dem Aussterben bewahrt hat. Die Verwaltung des Parks führt seitdem einen Teil ihrer Einnahmen an die Stiftung ab.
2017, 2018 und 2019 erhielt der Park den Tourismuspreis Travellers’ Choice. Die Gesamtfläche des Loro Parque umfasst ca. 135.000 m² mit einem Gesamtbestand von ca. 4500 Tieren in 570 Arten.

## Organisation
Gründer und Präsident des Loro Parque ist Wolfgang Kiessling. Kurator war bis Dezember 2010 der Biologe Matthias Reinschmidt, ab Januar 2011 war er zoologischer Direktor. Im Juni 2015 verließ Reinschmidt den Loro Parque und wurde zoologischer Direktor des Zoologischen Stadtgartens Karlsruhe. Ab Dezember 2015 übernahm Wolfgang Rades, der zuvor Leiter des Tierparks Herborn gewesen war, dessen Aufgaben.
Nachdem Rades den Park verlassen hatte, wurde im April 2018 der Neuseeländer Tony Greenwoods zoologischer Direktor des Parks, der zuvor Naturparks und Zoos in Afrika, Australien und Südostasien mit aufgebaut hatte. Rades kehrte im Januar 2019 in neuer Funktion als Artenschutzbeauftragter zurück.

## Attraktionen

### Papageien

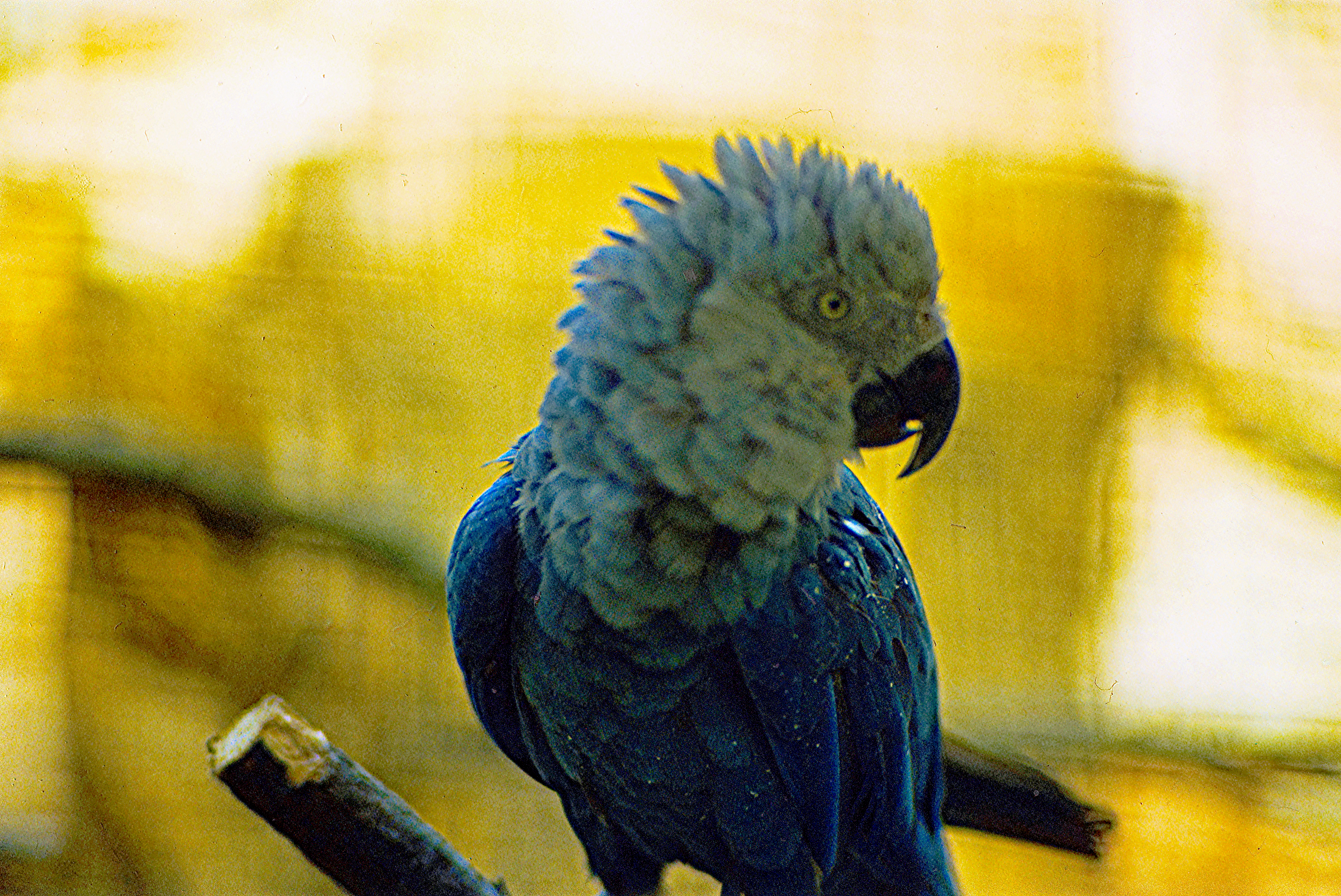
Vom Aussterben bedrohter Spixara

Bekannt wurde der Loro Parque vor allem durch die Papageienkollektion. Die Tiere wurden 1994 der Loro-Parque-Stiftung übereignet. Von den weltweit etwa 800 Papageienarten und -unterarten finden sich im Loro Parque etwa 350. Viele der Arten sind vom Aussterben bedroht, einige existieren in freier Wildbahn nicht mehr, dazu gehört auch der Spixara, der schon einige Male gezüchtet wurde. Das letztgeborene Jungtier ist das 69. weltweit. 
Insgesamt befinden sich in der Zuchtstation der Loro-Parque-Stiftung über 3000 Papageien. Jede der Kleinvolieren ist freistehend und von Pflanzen umgeben, die sie voneinander abschirmen sollen. Ausgewählte Papageien sind Bestandteil mehrmals täglich stattfindender Shows. Die Aufzuchtstation für junge Papageien ist öffentlich zugänglich. 
Die 2010 eröffnete Attraktion Katandra Treetops ist eine begehbare Voliere mit vielen tropischen Vogelarten aus Asien und Australien. Besucher können in der Voliere bis auf die Höhe der Baumkronen spazieren. Loris haben im Loro Parque ein eigenes Gehege. Der Zoo ist nach eigenen Angaben der einzige weltweit, in dem man alle Kakadu-Arten sehen kann. Mit Oceanía, einer weiteren begehbaren Voliere, die 2022 eröffnet wurde, entstand ein Gehege für australische Sittiche.

### Animal Embassy
Der Sitz der Loro-Parque-Stiftung befindet sich in der sogenannten Animal Embassy direkt im Loro Parque, die sich selbst als Botschaft der Tiere bezeichnet. Dort gibt es auch eine Forschungsstation des Max-Planck-Instituts für biologische Intelligenz, ehemals Max-Planck-Institut für Ornithologie sowie die Babystation. In dieser werden nach Angaben des Parks Jungvögel, die beispielsweise von ihren Eltern nicht richtig versorgt wurden, von Hand aufgezogen.  Anschließend kommen sie in spezielle Gehege, wo sie von Besuchern durch eine Glasscheibe beobachtet werden können. 

### Planet Penguin
Der Planet Penguin ist nach Angaben des Betreibers das größte Pinguinarium der Welt. Im Innern wurde der Lebensraum Antarktis möglichst naturgetreu nachgebildet. Eine von Wasser umschlossene Halbinsel wird täglich mit etwa zwölf Tonnen Schnee berieselt. In der Anlage befinden sich 250 Pinguine, darunter Königspinguine, Eselspinguine, Zügelpinguine und Felsenpinguine. Auf einem Laufband umkreisen die Besucher die verglaste Front des Pinguinariums und können so neben den Pinguinen an Land und im Wasser auch Seesterne betrachten. Des Weiteren befinden sich in diesem Bereich ein Gelände für Humboldt-Pinguine, eine Anlage für Papageitaucher sowie einen 8,5 Meter hoher Glaszylinder, in dem verschiedene Fischarten schwimmen.

### Thailändisches Dorf

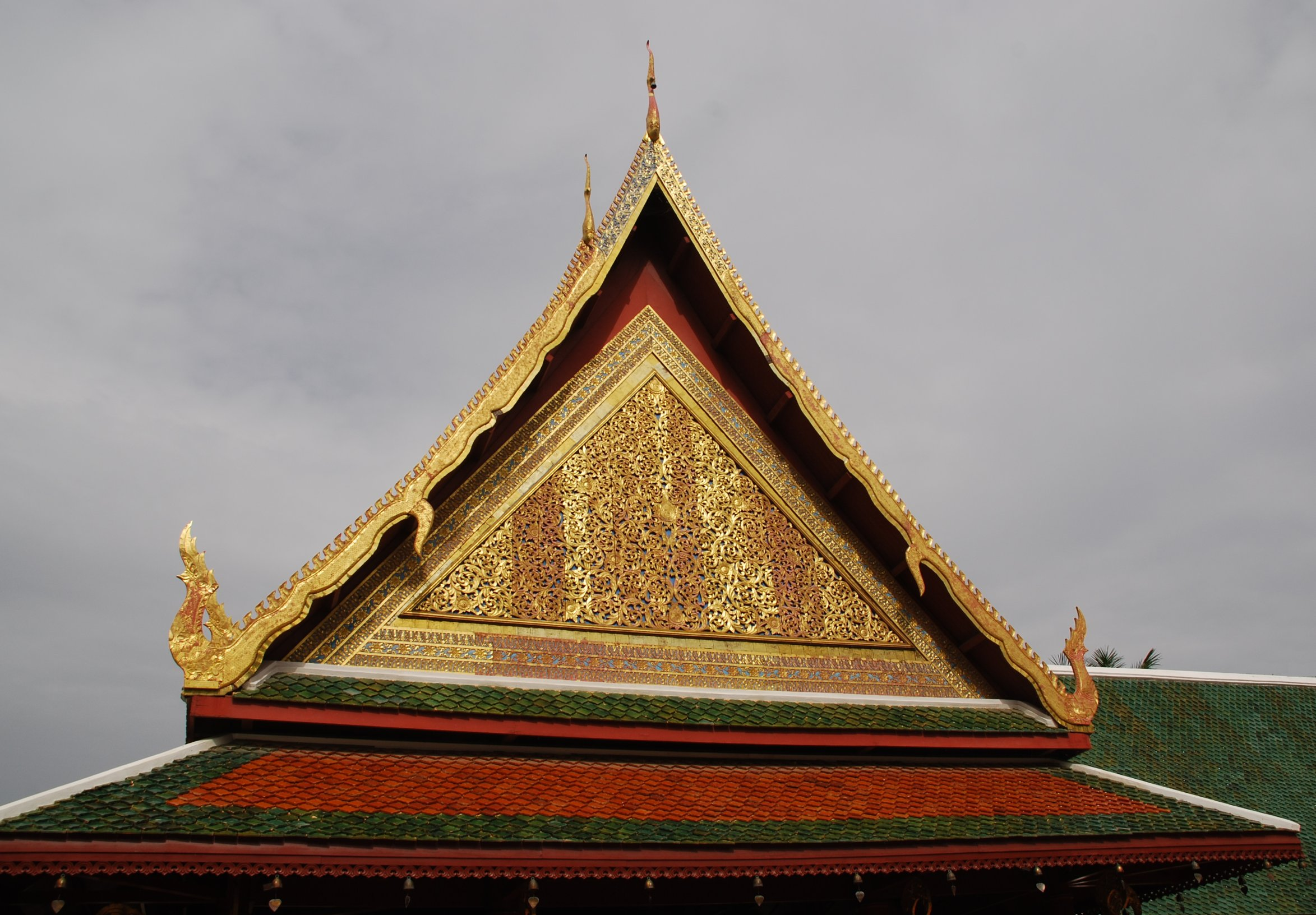
Giebelfeld des „thailändischen Hauses“

1913 besuchte Prinz Mahidol von Siam, der Vater des früheren Königs von Thailand, Bhumibol Adulyadej (Rama IX.), die Insel Teneriffa. Er war so begeistert von der Insel, dass er viele Landschaftsbilder von Teneriffa in sein Tagebuch malte. Aufgrund der Verbundenheit von Teneriffa mit Thailand wurde im Loro Parque 1993 das Thailändische Dorf eingeweiht. Die Einweihung nahm die Schwester von König Bhumibol, Prinzessin Galyani Vadhana vor, die dem Dorf ihren Namen gab. In Thailand erzählte sie voller Begeisterung vom Loro Parque und dem thailändischen Dorf, so dass 1996 Königin Sirikit mit großem Gefolge in den Loro Parque reiste und eine Büste von Prinz Mahidol aufstellte.
Alle Bauteile der sechs thailändischen Häuser sind aus Holz. Die Dachgiebel sind mit Blattgold verziert. Die Bauelemente wurden von Handwerkern in Thailand hergestellt und von thailändischen Arbeitern im Loro Parque zusammengebaut. Es ist über einem Teich erbaut, in dem sich mehrere hundert Kois befinden.

### Aquarium mit Unterwasser-Tunnel (Haitunnel)

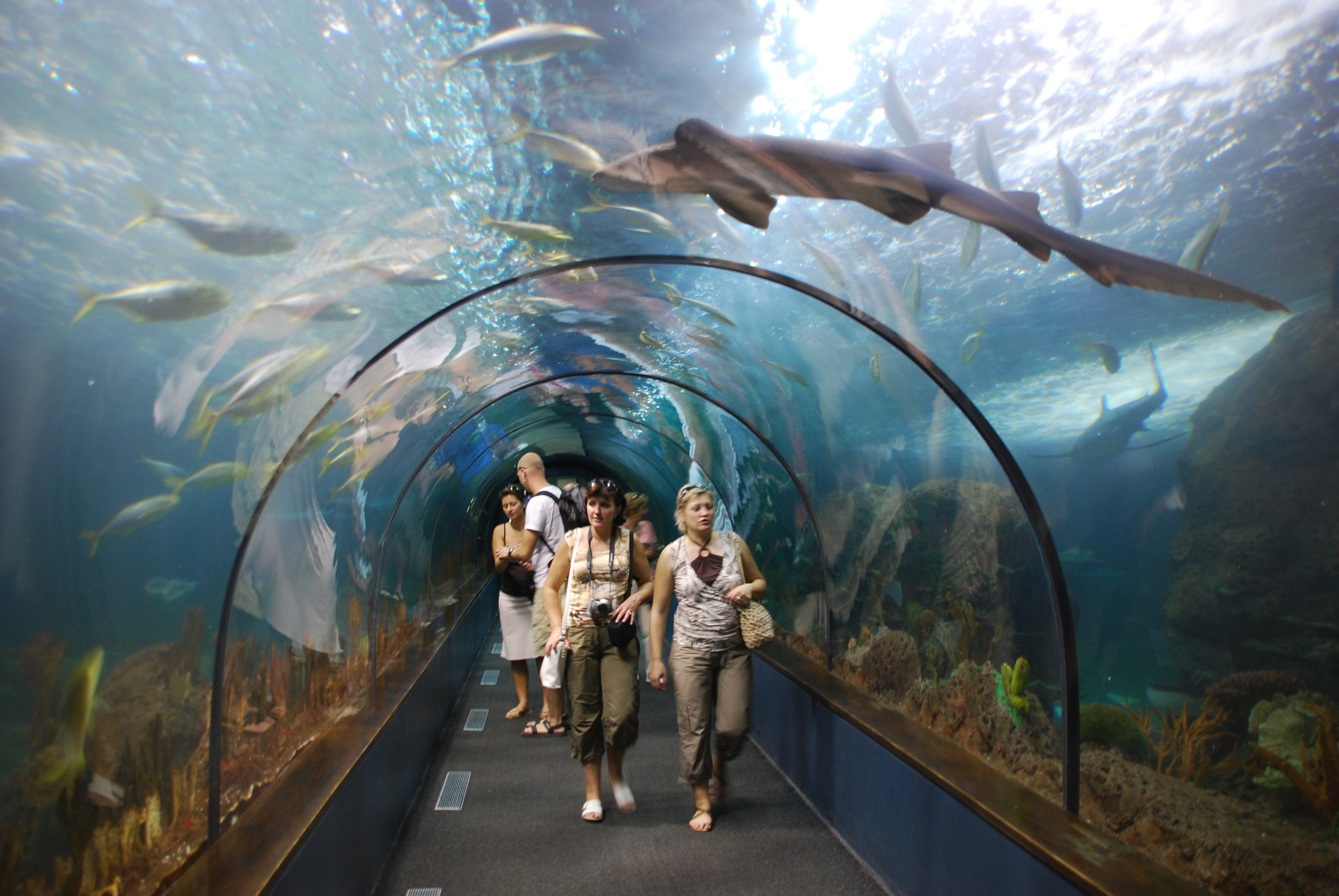
Haitunnel

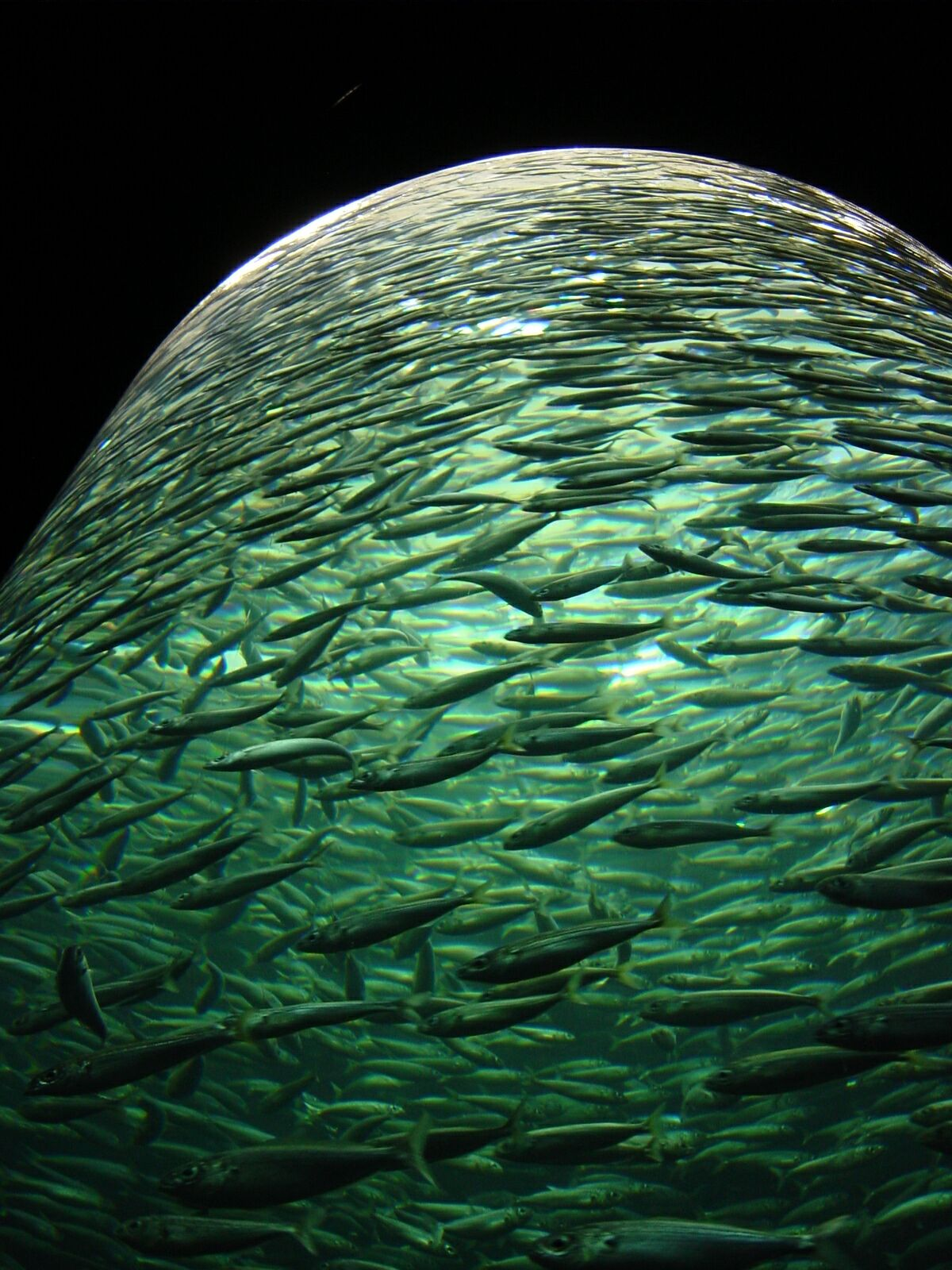
4000 Sardinen in einem Glaszylinder

Im Acuario befindet sich neben Korallenriffen und Fischen ein Unterwasser-Tunnel durch ein Aquarium, in dem auch Haie und Rochen gehalten werden.

### Delphin- und Seelöwenshows

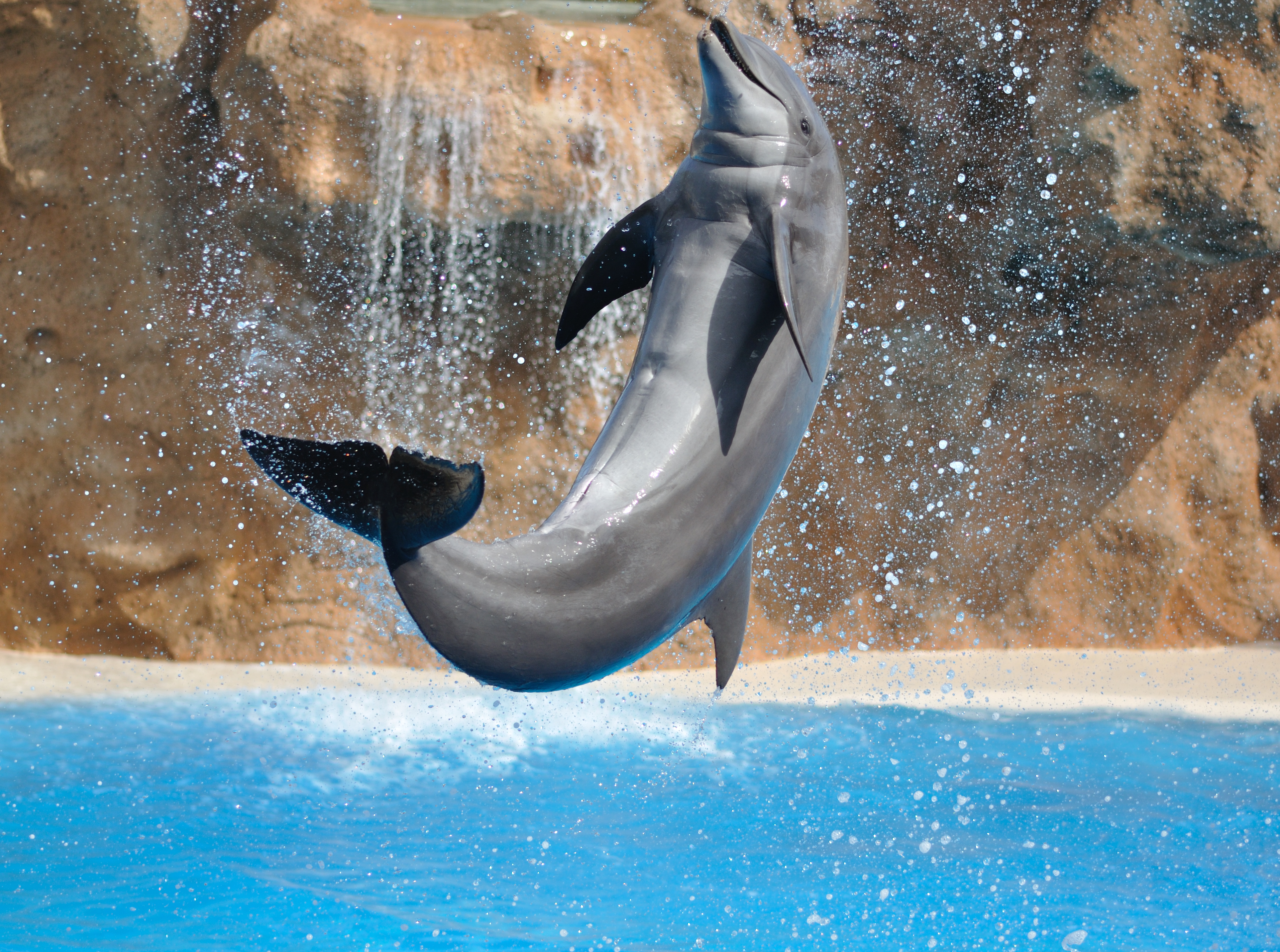
Delfin beim Salto

Die Shows mit den verschiedenen Delfinen und Seelöwen folgen einem Edutainment-Konzept, das mit den Mitteln der Unterhaltung die Besucher zu einem nachhaltigeren Umgang mit ihren Lebensräumen motivieren und grundlegende biologische Kenntnisse vermitteln möchte. Im Loro Parque leben die Tiere nach eigenen Angaben in Becken, in denen es Bereiche gibt, die für Touristen unzugänglich sind. Das Wasser wird aus dem Atlantik durch Filteranlagen gepumpt.

### Tigerinsel
In diesem Gehege lebten zwei Tiger, ein männlicher weißer Tiger namens Prince und ein normalgefärbtes bengalisches Weibchen mit dem Namen Saba. Der Zoo bekam sie von einem Zirkus, der den Tieren ein besseres Zuhause bieten wollte. Nachdem diese in ein Gehege der Zuchtstation La Vera gebracht wurden, werden nun zwei weiße Tiger aus China gehalten.

### La Gruta
2022 wurde ein Gehege in Form einer Grotte für Fledermäuse eröffnet, in der die Besucher durch eine Scheibe von den Tieren getrennt sind. Zuvor war dort eine Reptilien-Ausstellung.

### Achterbahn
Im Bereich Kinderlandia ist eine Zierer Force-Zero Achterbahn mit einem Zug im Orca-Design. Sie ist die einzige Achterbahn der Kanaren-Insel Teneriffa.

## Kritik
Der Loro Parque wurde von einer Reihe von Organisationen kritisiert, vor allem wegen seiner Haltung von Orcas. Die Free Morgan Foundation setzt sich für die Freilassung von Morgan ein, einem Orca, der im Loro Parque gehalten wird. Nach Angaben der Organisation werde Morgan „regelmäßig von anderen Orcas schikaniert und angegriffen“, während Tekoa, ein anderer Orca, der im Park in Gefangenschaft lebt „der am häufigsten gebissene Orca aller Orcas ist, die weltweit in Gefangenschaft gehalten werden“.
Whale and Dolphin Conservation (WDC(S)), die sich für die Schließung aller Delfinarien einsetzt, kritisiert ebenfalls den Umgang des Loro Parque mit Morgan. In der Genehmigung, mit der Morgan in den Loro Parque verfrachtet wurde, heißt es, dass sie für die wissenschaftliche Forschung eingesetzt werden sollte „und dass Morgan in Wirklichkeit täglich in den Shows auftritt und dem zahlenden Publikum Kunststücke vorführt“. 
PETA kritisiert auch den Loro Parque und behauptete, dass „Experten gesundheitliche Probleme und psychische Störungen bei den Orcas im Loro Parque festgestellt haben“. Zu diesen Problemen gehören fehlende Zähne, Harkenabdrücke und Schleim, der aus den Augen tropft und das abnormale Verhalten, auf der Wasseroberfläche zu schwimmen, das nach Aussage der Organisation bei wilden Orcas nicht vorkommt.
Da der Zoo immer wieder betont, eine Auswilderung sei nicht möglich, fordern Tierschützer ein großes Außengehege, da die Wale in Freiheit pro Tag etwa 65 km zurücklegen und die Tiere nur aus kommerziellen Gründen in einem wenige Meter großen Becken gehalten werden.
Am 29. Juli 2018 kündigte Thomas Cook an, den Verkauf von Eintrittskarten für den Loro Parque aufgrund von Tierschutzbedenken einzustellen.

### Orca-Show

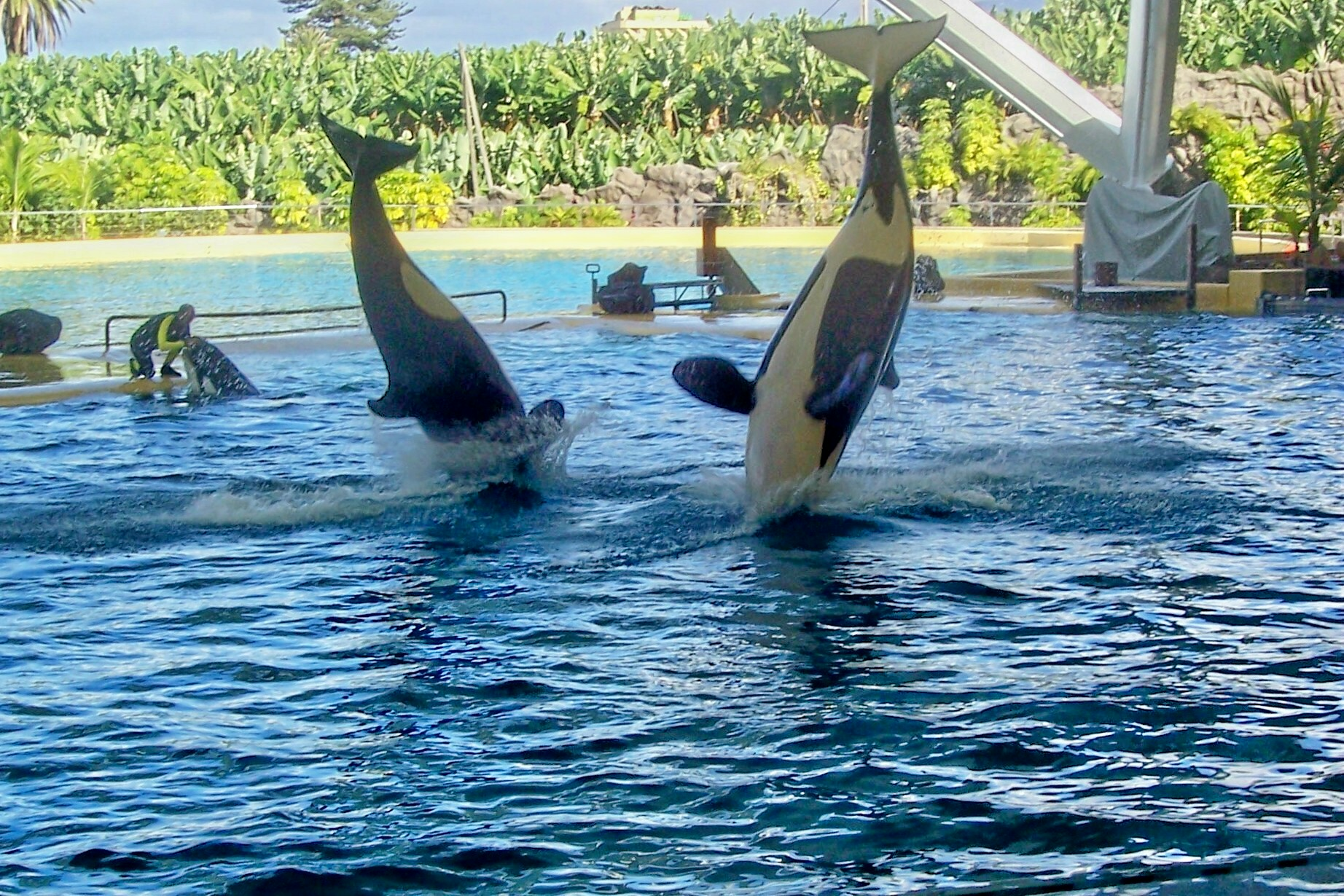
Orca-Wale im Loro Parque in Aktion

Im Februar 2006 wurde das Orca Ocean, ein Becken relativ geringer Größe in dem vier Orcas für die Show gehalten werden sollen, eröffnet. Die Tiere stammen aus der Zucht des Meeres-Themenparks SeaWorld in San Diego in Kalifornien und Florida und hießen Keto, Tekoa, Kohana und Skyla. Im April 2006 wurde das Stadion vorübergehend geschlossen, da die Orcas die qualitativ ungenügende Innenbeschichtung des Beckens beschädigt hatten. Es wurde am 3. Juni 2006 nach Reparaturarbeiten erneut eröffnet.

#### Angriffe
Am 6. Oktober 2007 wurde die Trainerin Claudia Vollhardt von Tekoa attackiert. Nach dieser Attacke wurde mit Tekoa nicht mehr vom Wasser aus gearbeitet. Seit Frühling 2009 wird auch mit Skyla nicht mehr vom Wasser aus gearbeitet, da sie den Trainer Rafa Sanchez während einer Show mit der Schnauze gegen die Wand gedrückt hatte.

##### Tödlicher Verlauf
Am Vormittag des 24. Dezember 2009 wurde der Orca-Trainer Alexis Martinez bei einer Trainingseinheit von einem der vier Tiere (Keto) getötet. Nachdem er zweieinhalb Minuten auf Grund des 12 Meter tiefen Pools verbracht hatte, konnte man Martinez nicht mehr reanimieren. Er wurde in das BelleVue Medical Center in Puerto de la Cruz gebracht und für tot erklärt. Die Autopsie ergab, dass Martinez schwere innere Verletzungen sowie Bisswunden erlitten hatte. Der Tod des Orca-Trainers wird in dem im Januar 2013 veröffentlichten Dokumentarfilm Blackfish kritisch betrachtet, unter anderem kommen Angehörige des getöteten Trainers und ehemalige SeaWorld-Waltrainer zu Wort.

#### Todesfälle
Am 12. Oktober 2010 brachte Kohana ihr erstes Kalb Adán zur Welt, der Vater ist Keto. Bei der Aufzucht wurde die achtjährige, unerfahrene Kohana von den Trainern unterstützt. 2012 kam das zweite Jungtier von Kohana und Keto zur Welt. Das Weibchen wurde Vicky getauft und ebenfalls von den Trainern aufgezogen, da die Mutter auch dieses Kalb nicht annahm. Es verstarb am 16. Juni 2013 unerwartet.
Zwischen März 2021 und September 2022 verstarben Skyla, Ula und Kohana. Im November 2024 verstarb auch Keto. 

#### Morgan

##### Fund
Im Juni 2010 wurde ein Orca-Weibchen im Flachwasser nahe der niederländischen Küste alleine und unterernährt angetroffen. Es wurde auf anderthalb Jahre geschätzt, Morgan genannt und in das Dolfinarium Harderwijk gebracht, um aufgepäppelt zu werden. Im Umkreis von mehr als 100 km um die Fundstelle konnte keine Orca-Gruppe ausfindig gemacht werden. Es wurden keine schwerwiegenden gesundheitlichen Probleme diagnostiziert. Später stellte sich heraus, dass sie zur Zeit des Fundes bereits etwa 4 Jahre alt war und bereits länger alleine gelebt hatte. Da junge Orcas lange auf die Unterstützung ihrer Familie angewiesen sind, bis sie sich selbstständig ernähren können, führte die falsche Bewertung ihres Alters bei den Experten und somit auch bei dem niederländischen Gericht zur Entscheidung, dass eine Auswilderung nicht möglich sei und den raschen Tod des Tieres bedeuten würde, obwohl eine Auswilderung wahrscheinlich möglich gewesen wäre. Da das niederländische Delfinarium weder über ein angemessenes Becken noch über Artgenossen verfügt, wurde Morgan in den Loro Parque transportiert.

##### Mögliche Auswilderung
Der Kanadier John Ford war einer der sieben Experten, die 2010 empfahlen, Morgan in menschlicher Obhut zu belassen. Im Jahr 2011 schrieb er, dass inzwischen eine Gruppe von Walen entdeckt wurde, die sich im Sommer küstennah aufhält – eine Voraussetzung für eine Auswilderung – und möglicherweise mit Morgan verwandt ist. Unter diesen neuen Umständen hält er nach einer Klärung von Morgans familiären Verhältnissen einen Auswilderungsversuch für machbar und aus wissenschaftlicher Sicht für wünschenswert, da sich dadurch neue Erkenntnisse gewinnen ließen.
Die letzte Sichtung eines Mitglieds der Familie P118 wird von der Free Morgan Foundation auf den 22. Juni 2012 datiert. Die Stiftung setzt sich dafür ein, Morgan wieder auszuwildern, da sie von den anderen Orcas im Loro Parque nicht akzeptiert würde. Außerdem würden bei Morgan seit dem Aufenthalt im Loro Parque gravierende gesundheitliche Verschlechterungen beobachtet. Der Loro Parque widerspricht dieser Darstellung. In den ersten beiden Jahren ihrer Gefangenschaft konnte Morgan ihr Gewicht mehr als verdreifachen, was jedoch teilweise auf ihren schlechten Ausgangszustand zurückzuführen war und bereits in den Niederlanden begann. Danach stagnierte die Gewichtszunahme, was auf ernste Probleme hindeutete. Darüber hinaus wurden zahlreiche Verletzungen fotografisch dokumentiert.

##### Schwerhörigkeit
Zwei Studien im Auftrag des Loro Parque bestätigten die starke Schwerhörigkeit des Tieres und die erfolgreiche Integration des Tieres in die im Loro Parque lebende Gruppe. Letztere wurde vom medizinischen Leiter des Zoos durchgeführt. Die Schwerhörigkeit wurde sowohl durch Verhaltensbeobachtung als auch mit einem eigens hierfür entwickelten Test, ähnlich dem BERA-Test beim Menschen, überprüft. Dabei wurden die Messungen im direkten Vergleich zwischen Morgan und den anderen im Loro Parque befindlichen Orcas durchgeführt, um eventuelle Messfehler aufgrund der Besonderheiten der Großwale (sehr dicke Blubber-Schicht etc.) auszuschließen.

##### Ula
Morgan ist älter als zunächst aufgrund ihrer geringen Größe und ihres geringen Gewichts angenommen, sie war zur Zeit des Fundes etwa 4 Jahre alt und deshalb früher zeugungsfähig als angenommen. Am 22. September 2018 brachte sie ein weibliches Kalb namens Ula zur Welt, das am 10. August 2021 plötzlich verstarb, nachdem es zuvor eine mehrwöchige Krankheit überstanden hatte.

## Sonstiges
Der Loro Parque war 2007/2008 Gegenstand der TV-Dokumentation Menschen, Tiere & Doktoren des Senders VOX.
Im September 2010 startete die Dokumentation Papageien, Palmen & Co. über den Loro Parque in der ARD. Es wurden insgesamt 40 Folgen ausgestrahlt.
Seit 2003 verleiht der Loro Parque jährlich den „Premio Gorila“ (Gorilla-Preis) – eine Bronzeskulptur in Form eines Gorillas – als Auszeichnung für das Engagement zoologischer Einrichtungen in wissenschaftlicher Arbeit, Forschung und Umweltverantwortung sowie für die Bemühungen von Einzelpersonen, Institutionen und Unternehmen zur Förderung der nachhaltigen Ressourcennutzung und der Erhaltung der biologischen Vielfalt. Im Jahre 2014 wurde der Gorilla-Preis an den Britischen Verband der Reiseindustrie ABTA verliehen. 2017 wurde Rosemary Low mit ihm ausgezeichnet.
Im Loro Parque entstanden die Delphin-Szenen der Verfilmung des Douglas-Adams-Romans Per Anhalter durch die Galaxis.